# Hamodes unilinea
Hamodes unilinea là một loài bướm đêm trong họ Noctuidae.